# Chiến dịch Commando Hunt
Chiến dịch Commando Hunt là một chiến dịch không kích của Hoa Kỳ trong Chiến tranh Việt Nam, nhằm vào đường mòn Hồ Chí Minh. Chiến dịch kéo dài trong 3 năm, từ tháng 11 năm 1968 đến tháng 3 năm 1972, được chia thành 7 đợt được đánh số La Mã từ I đến VII, mỗi đợt kéo dài 6 tháng với tổng cộng khoảng 300.000 phi vụ oanh kích, trong đó có khoảng 3.100 phi vụ B-52. Chiến dịch Commando Hunt sử dụng rất nhiều loại vũ khí mới, tổng khối lượng bom được sử dụng trong cả bảy đợt là khoảng 643.000 tấn các loại. Trong Chiến dịch Commando Hunt, bình quân mỗi ngày có từ 180 đến 400 phi vụ không kích, trong đó có từ 22 đến 30 phi vụ B-52 trên Trường Sơn.